# XHCH-TDT
XHCH-TDT es una estación de televisión, propiedad de TV Azteca con licencia de operación para las ciudades de Chihuahua y Delicias en el estado de Chihuahua, México, que actualmente es retransmisora de Azteca Uno, pero con anterioridad fue repetidora de otros canales de televisión nacional así como canal parcialmente local.

## Historia

### Fundación
La solicitud formal para operar el canal se realizó el 11 de abril de 1956, y el proceso de concesión se inició el 16 de mayo de 1958 pero el canal se concesionó hasta 1964 a nombre de Impulsora de Televisión de Chihuahua S.A., como XHCH-TV y ya existía en la ciudad otro canal, XHFI-TV Canal 5, propiedad de Telesistema Mexicano, con domicilio en la avenida Zarco; el canal 2 es el primer canal completamente chihuahuense, fundado por Gerardo Heim y la Telecadena Mexicana de Manuel Barbachano Ponce en 1968, e inició operaciones ese mismo año con un transmisor marca General Electric de 35 metros de altura. Comenzó a transmitir el 16 de marzo de 1968, con una antena que se hallaba a un costado de la avenida Independencia; se le conocía con el nombre popular de "el canal del perrito chihuahueño", y su horario era vespertino, con una potencia de 1.024 kW.
Se expidió un nuevo título de concesión en 1969, y la transmisión se autorizó a 5.43 kW. Ese mismo año, al asociarse Telecadena Mexicana con el Canal 8 de la Ciudad de México de Televisión Independiente de México, el canal se convirtió en repetidora parcial de éste.

### Estrellitas del Dos
Estrellitas del Dos fue un programa infantil en el que actuaban y cantaban niños chihuahuenses. Conducido por César de la Rosa, fue la sensación del público joven de Chihuahua en los años 70. Dentro de la producción de este programa figuraba Abraham Flores Méndez, quien se encargaba de afinar muchos detalles del programa. Durante la transmisión del programa, los "estudios del cerrito", cientos de niños iban a ver el programa en vivo, además de los que en él participaban.
El programa duró 17 años, y fue muy importante en la esfera local. Además, en él se hacían colectas para ayudar a pacientes del Hospital Central o a la reconstrucción del templo de Nuestra Señora del Refugio en 1975, en la realización de los "minimaratones" que duraban algunas semanas.

### Década de 1970

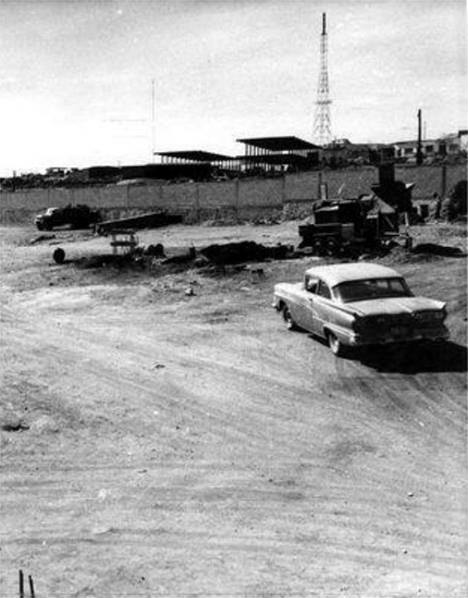
Antena transmisora de XHCH-TV en los años 70

Abraham Flores Méndez dirigía las cuestiones técnicas, la programación estaba a cargo de Benjamín Tena Antillón; César de la Rosa, en las noticias, y Juan Zubía y Ernesto Vázquez, en la sección de sociales. El canal también participaba en los controles remotos de maratones para clubes como la Cámara Junior y el Sertoma, maratones comunitarios en los que participaban personajes famosos locales y nacionales.
En 1973, Telesistema Mexicano y Televisión Independiente de México se fusionaron y dieron origen a Televisa, y a partir de ello el canal dejó de repetir al canal 8, y comenzó a hacerlo al Canal 5 (XHGC-TV) de la Ciudad de México a partir de las 2 de la tarde, y comenzaron a transmitirse muchas animaciones y series norteamericanas, como Astroboy, Bugs Bunny, El Capitán Escarlata y El Pájaro Loco, entre otras, además de partidos de las Grandes Ligas del Béisbol y de la Liga Nacional de Fútbol Americano de los Estados Unidos, entre otros deportes.
En 1975, la Telecadena Mexicana se expropió, y se constituyó la paraestatal Televisión Cultural de México, y sus estaciones en zonas rurales pasaron a ser repetidoras del canal XHDF-TV de la Ciudad de México. En las zonas urbanas, siguieron operando de la misma manera; siendo este el caso de XHCH-TV, que continuó siendo repetidora del Canal 5 de la Ciudad de México por las tardes y canal local durante el resto del día.

### Década de 1980
Para los años 80, el canal seguía transmitiendo el programa Estrellitas del Dos con mucho éxito, y continuaba siendo repetidora parcial del canal 5 de la Ciudad de México. Una de las últimas acciones de la administración original del canal fue la recaudación de fondos para la reconstrucción del Templo de Santa Rita.
En 1980, se instaló el Canal 11 (XHCJE-TV) en Ciudad Juárez, que fue repetidora vía satélite del canal 2 de la capital del estado.

### Imevisión
En 1983, el gobierno federal, presidido entonces por Miguel de la Madrid Hurtado, creó la paraestatal Imevisión, que agrupaba una cadena nacional de televisión pública, y la estación pasó a formar parte de este. La programación del Canal 5 se mantuvo hasta agosto, cuando Televisa decidió retirar la señal; dejó al canal sin estación repetidora para la ciudad de Chihuahua hasta 1995, cuando Televisa consiguió una concesión más, con lo que se convirtió en una estación dedicada de tiempo completo de Imevisión, a excepción de dos noticieros, uno local por las mañanas y uno regional por las noches. Era una de las tres estaciones de Imevisión que transmitían contenido local, junto a XHFN-TV canal 8 de Monterrey y XHCJE-TV canal 11 de Ciudad Juárez.
En 1985 Partido Revolucionario Institucional boicoteó al canal, acosándolo de manera constante, esto debido a que el mismo había realizado una cobertura imparcial de las elecciones de 1983, en las que el Partido Acción Nacional ganó varias alcaldías importantes en el estado, además del hecho de que dio cobertura al movimiento estudiantil que estaba dando en la Universidad Autónoma de Chihuahua, iniciado por un conflicto en la elección del rector y que terminó con la renuncia del gobernador del estado, Óscar Ornelas, el 19 de septiembre de 1985. Finalmente el canal se "recuperó" ese mismo año.
En 1986, se llevaron a cabo las elecciones para gobernador del estado de Chihuahua, en las que fueron candidatos Fernando Baeza Meléndez, por el Partido Revolucionario Institucional, y Francisco Barrio Terrazas, por el Partido Acción Nacional; 15 días antes de la elección, el canal 11 de Ciudad Juárez fue desconectado como repetidora del canal 2 de la capital del estado.
Para 1988, el canal producía tres horas y media de contenido local. El resto del tiempo era repetidora de los canales 13 y 7 de la Ciudad de México. El acuerdo que se tenía con Imevisión era que el canal debía de ser autosuficiente, salvo en lo relativo a mantenimiento y actualización de equipos, hecho que no se cumplió, según los operadores del canal.

### Privatización
En 1993, el gobierno federal, al mando de Carlos Salinas de Gortari, creó Televisión Azteca, S.A.B., a partir de Imevisión, e incluyó al canal 2 de Chihuahua, y esta se puso en licitación, como parte de un proceso de privatización. Grupo Salinas propiedad del empresario Ricardo Salinas Pliego resultó ganador, y nació así lo que desde entonces se conoce como "TV Azteca"; de esta forma, a partir de agosto de 1993, XHCH-TV se convirtió en repetidora de la red nacional de Azteca 13, y es desde entonces una de las tres estaciones de TV Azteca en la ciudad de Chihuahua, junto con XHIT-TV y XHECH-TV.
Además de la privatización, todas las instalaciones se mudaron de la avenida Independencia al Bulevar Ortiz Mena #341. También se instaló una estación complementaria en Ciudad Delicias.
En 1997, el municipio de Chihuahua decidió construir un mirador en el Cerro Coronel, y después de la caída de la torre transmisora de Televisa Chihuahua en la Av. Zarco el 5 de julio, que causó la muerte de una persona y varios destrozos materiales a causa de un pequeño y anormal tornado, el municipio vendió la punta del cerro a Televisa y TV Azteca para que colocaran sus antenas transmisoras, donde permanecen desde entonces.
En 2015, la estación inició transmisiones en Televisión Digital Terrestre (TDT), de acuerdo con la norma ATSC, en un canal adicional, que fue el canal 22, con una potencia de 50 kW en Chihuahua Capital y 11 kW en Ciudad Delicias, con el identificativo de llamada XHCH-TDT.
El 22 de diciembre de 2015 a las 00:00 horas, la estación realizó el apagón analógico en su complementaria en Delicias. El 31 de diciembre hizo lo propio en Chihuahua Capital.
En 2017 la estación inició las transmisiones de Proyecto 40 a través del canal 1.2, siendo este posteriormente reemplazado por ADN 40. En enero de 2020, el canal dejó de emitir programación local. Para 2023, la televisora decidió mudar los canales de Azteca Uno y Adn 40 a la estación XHIT-TDT, dejando a XHCH solamente como retransmisora de la señal de Azteca Uno con una hora de retraso.

## Televisión Digital Terrestre
Conforme a lo establecido en la política de transición a la TDT, la televisora opera sus estaciones conforme a la norma norteamericana ATSC de la siguiente manera:
| VC  | RF   | Resolución | Relación de aspecto | Nombre PSIP | Programación       |
| --- | ---- | ---------- | ------------------- | ----------- | ------------------ |
| 1-3 | 22-1 | 1080i      | 16:9                | XHCH        | Azteca Uno -1 Hora |